# Vi är här inför Guds ord med öppna sinnen
Vi är här inför Guds ord med öppna sinnen är en sång med text och musik från 1985 av frälsningsofficeren Berth Anderson.

## Publicerad i
- Frälsningsarméns sångbok 1990 som nr 475 under rubriken "Ordet och bönen".
- Sångboken 1998 som nr 142.